# Fusil d'assaut
Pour les articles homonymes, voir Fusil et Assaut.
 (septembre 2018).
Si vous disposez d'ouvrages ou d'articles de référence ou si vous connaissez des sites web de qualité traitant du thème abordé ici, merci de compléter l'article en donnant les références utiles à sa vérifiabilité et en les liant à la section « Notes et références ».

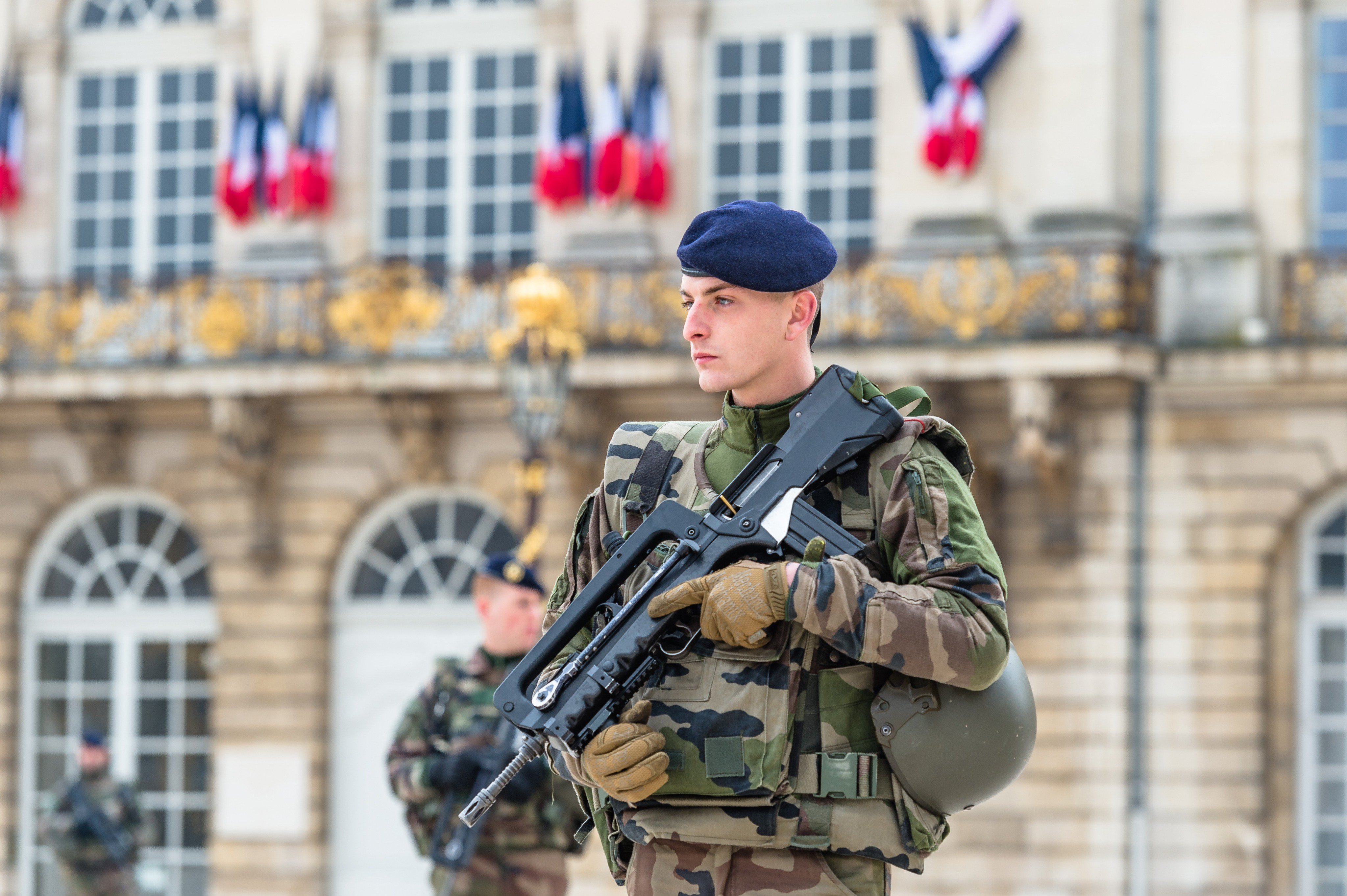
Le Famas, fusil d'assaut polyvalent.

Un fusil d'assaut est une arme d'épaule conçue pour qu'un soldat soit capable de tirer de façon efficace jusqu'à environ 300 mètres en mode semi-automatique (distance au-delà de laquelle les cibles sont difficilement distinguables sans lunette), et à environ 30 mètres en tir automatique.
Le fusil d'assaut offre une grande polyvalence :
- il peut en effet tirer au coup par coup, comme un fusil classique. Il dispose alors d'une précision et d'une portée pratique comparables à celles du fusil ;
- il peut aussi tirer par rafales, limitées ou non. La précision et la portée diminuent, mais l'arme dispose alors de la capacité de saturation à courte distance du pistolet mitrailleur ;
- bon nombre de fusils d'assaut peuvent aussi tirer des grenades spécifiques depuis leur canon (dites « grenades à fusil »), même si la tendance actuelle est plutôt de leur adjoindre pour cela un lance-grenades de 40 mm qui a l'avantage de posséder une meilleure portée et précision, malgré le manque de puissance de ce type de grenade en comparaison avec les grenades à fusil.

## Historique

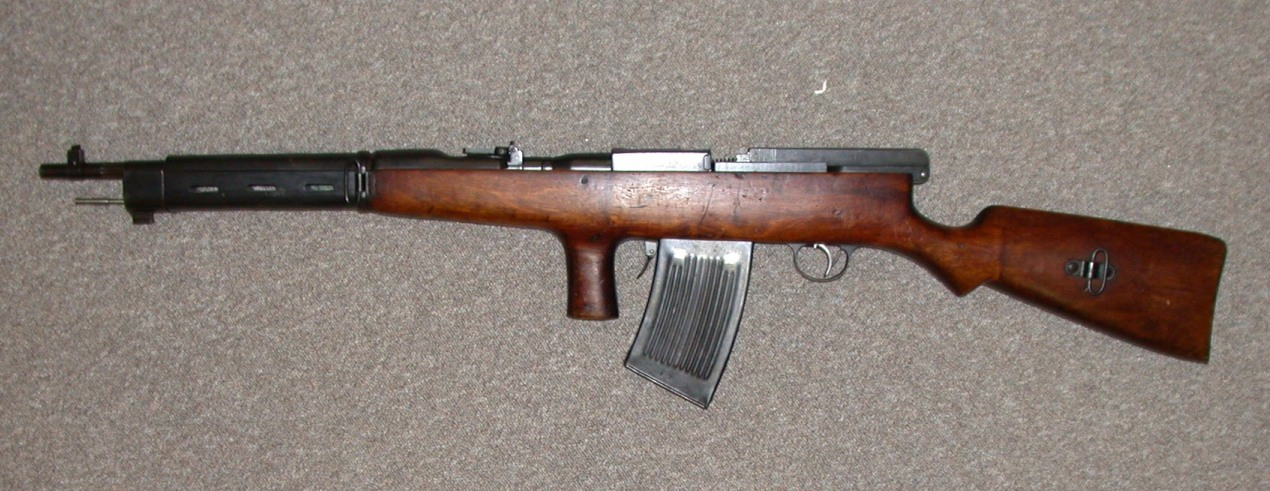
L'avtomat Fedorova, modèle 1916.

Le premier fusil d’infanterie qui peut être considéré comme un fusil d’assaut fut l’avtomat Fedorova modèle 1916, introduit en petit nombre par l’armée russe, plus tard utilisé pendant la révolution d'Octobre. Le concepteur de ce fusil, qui tirait la cartouche japonaise 6,5 mm Arisaka M38, était Vladimir Grigorievitch Fedorov. L'arme fonctionnait par recul du canon, ce qui faisait pivoter le bloc de verrouillage pour libérer la culasse. Le magasin contenait 25 coups.
Le fusil d'assaut est une arme spécifiquement militaire apparue au cours de la Seconde Guerre mondiale dans l'armée allemande sous la forme du FG-42, qui restait néanmoins plus proche du fusil mitrailleur que du fusil d'assaut, puis du Sturmgewehr 44, considéré comme le premier véritable fusil d'assaut. Ce dernier chambrait une munition d'une puissance inférieure aux munitions de fusil, mais plus puissantes que celle des pistolets mitrailleurs. La puissance des munitions a toujours été déterminante lors de la mise au point de ce type d'arme.
Ainsi, les premiers fusils d'assaut occidentaux, industrialisés durant les années 1950, étaient lourds et encombrants, car chambrés pour la puissante munition de 7,62 OTAN, tandis que leur chargeur ne comprenait généralement que 20 cartouches. Le FN FAL, longtemps utilisé par l'armée britannique, est un bon exemple des armes de l'époque. Elles offrent une excellente allonge en tir semi-automatique (jusqu'à 600 mètres) mais cette munition est à la fois trop lourde, trop encombrante et trop puissante (énergie à la bouche E0 d'environ 3 500 joules) pour un fusil automatique. Pour réduire certains effets néfastes de l'important recul généré, la crosse d'épaule fut placée en ligne avec l'axe du canon afin de limiter le relèvement du canon.
Malgré cela, le tir automatique est difficile à contrôler et reste très coûteux. Le 7,62 OTAN semble d'autant plus une munition surdimensionnée pour une arme individuelle que, selon la doctrine militaire, les distances d'engagement au fusil excédent rarement 300 mètres et que l'action vise avant tout à éloigner toutes les ressources de l'ennemi des activités combattantes, donc à blesser grièvement plutôt qu'à tuer.

### Russie

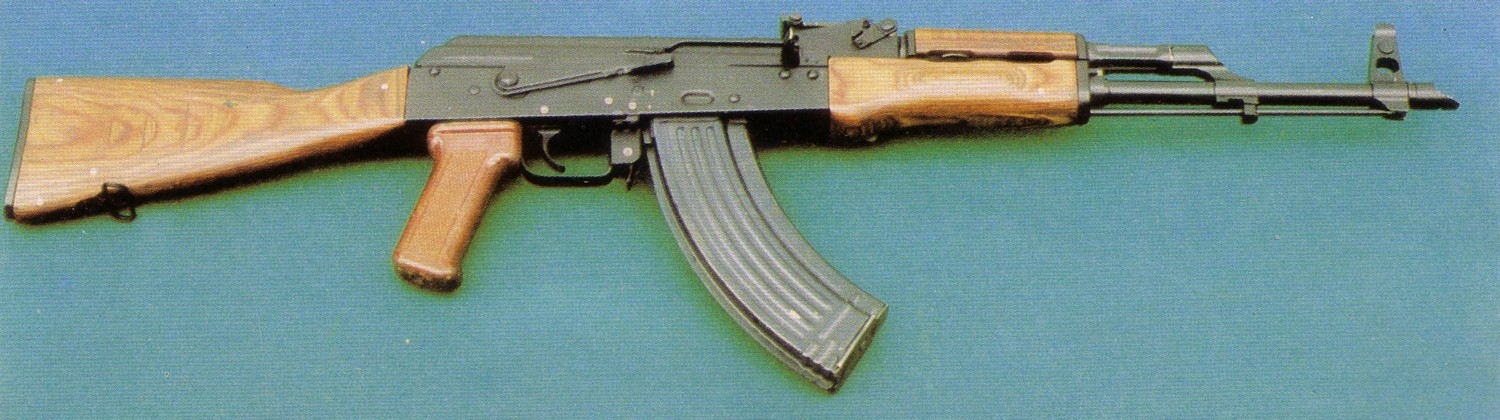
L'AKM, souvent confondu avec l'AK-47, est le fusil d'assaut le plus répandu.

De son côté, l'URSS suit l'exemple, Mikhaïl Kalachnikov combinent les avantages révolutionnaire d'un chargeur amovible et des cartouches intermédiaire du StG 44 (concept révolutionnaire pour l'époque, les allemands se sont rendu compte que la plupart des engagements étaient en moyenne de 300m) et le système de récupération de gaz par piston et culasse calée du M1 Garand pour chambré les cartouches et développant ainsi, en 1947, l'AK-47 célèbre sous le nom de Kalachnikov et qui connaît une grande diffusion. L'arme est chambrée pour le 7,62×39 mm, une munition d'un calibre équivalent au 7,62 OTAN ou au 7,62 du Mosin-Nagant alors en usage dans l'armée rouge mais moins puissante (E0 d'environ 2 000 joules) permettant un tir automatique plus maîtrisé et des chargeurs de 30 cartouches moins lourds et encombrants puisque la cartouche est plus légère, et 25 % plus courte. Sa simplicité et sa robustesse sont d'emblée très appréciées. Certains modèles de l'AK-47 sont produits avec une crosse métallique rétractable. Ce modèle propose ainsi une arme moins encombrante à transporter et plus compatible avec les espaces confinés (véhicules ou bâtiments). Elle est toutefois plus difficile à employer car, en présentant moins d'inertie, elle tressaute davantage lors du tir en mode automatique.
La doctrine soviétique à la fin de la Seconde Guerre mondiale postulait que ses soldats étaient de piètres tireurs[réf. souhaitée] ; ils furent par conséquent équipés d'une arme destinée au tir automatique afin d'augmenter la capacité de saturation. L'OTAN, décidée à compenser son infériorité numérique par un meilleur entraînement, avait conçu des fusils capables de tir de précision.

### États-Unis

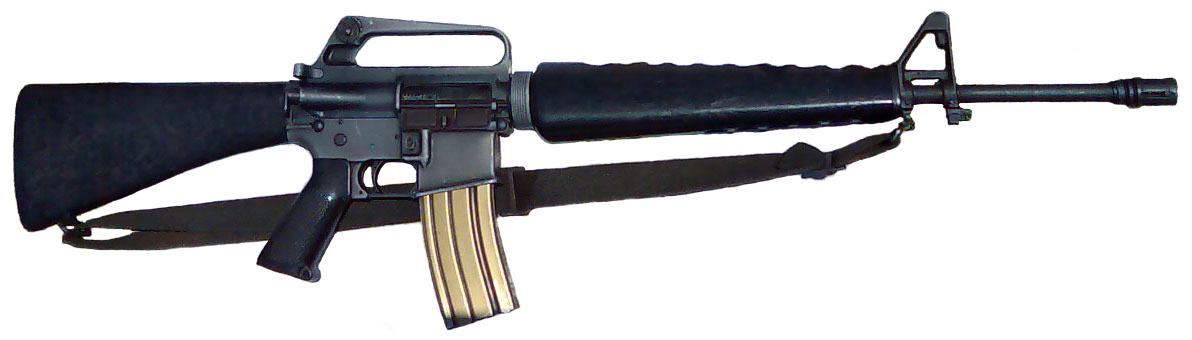
Le M16, fusil d'assaut dont la silhouette a été popularisée par l'armée américaine.

Au cours des années 1960, les États-Unis résolvent le problème de la puissance des munitions en développant un petit calibre dont la balle légère et rapide était spécifiquement conçue pour alimenter un fusil capable d'assurer un tir automatique utile. Tout d'abord nommé AR-15, le fusil pallie les faiblesses des fusils d'assaut de première génération en tirant du .223 Remington, dont sera issu le 5,56 OTAN. Cette arme devient le M16, dont la munition dispose d'une puissance (E0 d'environ 1 810 joules) semblable à celle du 7,62×39 mm soviétique, tout en étant plus légère. L'avantage de la légèreté est le développement moindre du recul et l'emport d'une plus grande quantité de munitions en opérations.
Dans les années 1970, l'URSS suit le mouvement en développant l'AK-74, chambrée pour une munition spécifique, le 5,45×39 mm. Cette munition soviétique est d'une puissance (E0 d'environ 1 400 joules) inférieure à son pendant de l'OTAN.

### Pays de l'OTAN
Les pays de l'OTAN s'équipent progressivement d'armes chambrées pour cette munition. Les armes chambrées pour ce calibre pèsent environ 4 kg et sont généralement équipées de chargeurs de trente cartouches.
Les fusils d'assaut sont alors déclinés sous différentes formes, comprenant, par exemple, un canon court et une crosse rétractable, un canon lourd pour une meilleure précision, un silencieux, une architecture de type bullpup, une lunette fixe à faible grossissement qui permet au tireur de focaliser la cible et le réticule en même temps, des rails standards permettant d'installer tout type d'équipement, notamment des systèmes de visées (désignateur laser, lunette à faible ou fort grossissement, vision nocturne, etc.).

## Perspectives

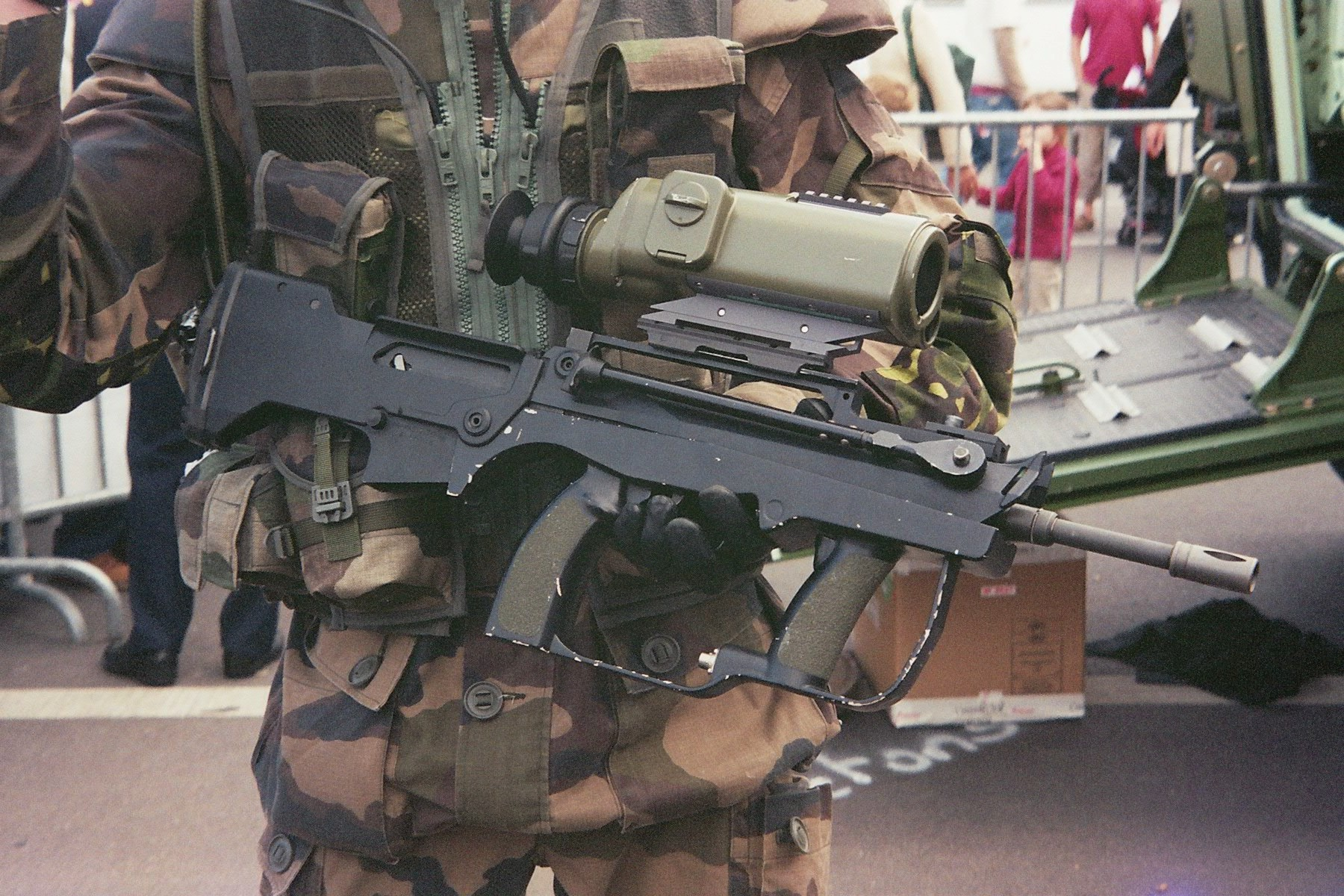
Le FAMAS Félin (pour « Fantassin à équipements et liaisons intégrés », ici le prototype) offre une vision déportée au tireur.

Plusieurs armées réfléchissent à l'accroissement de la puissance de feu et de la portée pratique des armes individuelles, rendues à leur sens nécessaires par des combats aujourd'hui moins structurés. La première étape, déjà bien entamée, consiste à adjoindre au fusil un système de visée très robuste. Bon nombre de systèmes sont à l'étude : visée déportée depuis l'arme jusqu'à l'œil du tireur (comme le FAMAS Felin, permettant d'ajuster le tir en restant à couvert, et prévoyant une vision nocturne), ou des ordinateurs de tir comme celui du FN F2000.
Des systèmes d'armes intégrés composées de trois modules, un fusil d'assaut, un système de visée intégrant un ordinateur de tir, et un lance grenade semi-automatique sont également développés. Ces projets XM29 OICW (précédemment dénommé SABR) aux États-Unis, PAPOP (acronyme de PolyArme POlyProjectile) de GIAT en France restent toutefois assez critiqués car les armes deviennent particulièrement lourdes et encombrantes. Ces projets semblent d'ailleurs aujourd'hui être au point mort : le projet américain est officiellement suspendu et aucune nouvelle récente ne filtre du projet français. En revanche, la Corée du Sud équipe progressivement son armée à partir de 2010 avec le Daewoo K11, doté d'un lance-grenades de 20 mm intégré d'origine dans la masse de l'arme, soit sans aucun élément additionnel.
D'autres innovations ont été testées, comme le HK G11, de la firme allemande Heckler und Koch (H&K), un fusil tirant des munitions sans étuis mais qui n'a pas dépassé le stade du prototype. On compte encore des prototypes, tels le Steyr ACR, tirant des fléchettes à très haute vélocité afin d'améliorer la portée, qui eux non plus ne semblent pas devoir quitter le stade de l'expérimentation.

## Législation sur la possession d'un fusil d'assaut

### En France
En France, la réglementation pour posséder une arme de catégorie B tel qu'un fusil d'assaut est très stricte. Il est nécessaire de suivre la réglementation du service public. 
La législation française requiert que les propriétaires de fusils et de carabines d'assaut déclarent ces armes via le Système d'information sur les armes (SIA). En 2021, une nouvelle obligation est instaurée, imposant aux chasseurs de créer un compte sur le SIA avant la fin 2023 pour déclarer leurs armes, incluant les carabines de chasse. Cette mesure vise à renforcer la surveillance et la traçabilité des armes à feu. Les arrêtés du 29 août 2023 détaillent la classification de certaines armes, incorporant les modifications du Code de la sécurité intérieure. 